# Chantela
Chantela (en francès Chantelle) és un municipi francès, situat al departament de l'Alier i a la regió d'Alvèrnia-Roine-Alps. L'any 2007 tenia 1.059 habitants.

## Demografia

### Població
El 2007 la població de fet de Chantelle era de 1.059 persones. Hi havia 471 famílies de les quals 192 eren unipersonals (64 homes vivint sols i 128 dones vivint soles), 159 parelles sense fills, 100 parelles amb fills i 20 famílies monoparentals amb fills.
La població ha evolucionat segons el següent gràfic:
Habitants censats

### Habitatges
El 2007 hi havia 651 habitatges, 470 eren l'habitatge principal de la família, 66 eren segones residències i 115 estaven desocupats. 571 eren cases i 78 eren apartaments. Dels 470 habitatges principals, 308 estaven ocupats pels seus propietaris, 150 estaven llogats i ocupats pels llogaters i 13 estaven cedits a títol gratuït; 8 tenien una cambra, 47 en tenien dues, 96 en tenien tres, 135 en tenien quatre i 185 en tenien cinc o més. 312 habitatges disposaven pel capbaix d'una plaça de pàrquing. A 235 habitatges hi havia un automòbil i a 134 n'hi havia dos o més.

### Piràmide de població
La piràmide de població per edats i sexe el 2009 era:
| Homes | Edats   | Dones |
| ----- | ------- | ----- |
| 0     | 95 o +  | 8     |
| 4     | 90 a 94 | 28    |
| 20    | 85 a 89 | 36    |
| 16    | 80 a 84 | 24    |
| 20    | 75 a 79 | 44    |
| 40    | 70 a 74 | 48    |
| 44    | 65 a 69 | 40    |
| 20    | 60 a 64 | 32    |
| 4     | 55 a 59 | 12    |
| 24    | 50 a 54 | 20    |
| 32    | 45 a 49 | 36    |
| 56    | 40 a 44 | 20    |
| 32    | 35 a 39 | 44    |
| 28    | 30 a 34 | 24    |
| 28    | 25 a 29 | 28    |
| 12    | 20 a 24 | 20    |
| 36    | 15 a 19 | 16    |
| 28    | 10 a 14 | 40    |
| 12    | 5 a 9   | 32    |
| 32    | 0 a 4   | 12    |

## Economia
El 2007 la població en edat de treballar era de 565 persones, 414 eren actives i 151 eren inactives. De les 414 persones actives 374 estaven ocupades (198 homes i 176 dones) i 40 estaven aturades (17 homes i 23 dones). De les 151 persones inactives 58 estaven jubilades, 32 estaven estudiant i 61 estaven classificades com a «altres inactius».

### Ingressos
El 2009 a Chantelle hi havia 461 unitats fiscals que integraven 908 persones, la mediana anual d'ingressos fiscals per persona era de 16.242 €.

### Activitats econòmiques
Dels 65 establiments que hi havia el 2007, 3 eren d'empreses alimentàries, 2 d'empreses de fabricació d'altres productes industrials, 8 d'empreses de construcció, 19 d'empreses de comerç i reparació d'automòbils, 3 d'empreses de transport, 5 d'empreses d'hostatgeria i restauració, 1 d'una empresa d'informació i comunicació, 3 d'empreses financeres, 4 d'empreses immobiliàries, 5 d'empreses de serveis, 9 d'entitats de l'administració pública i 3 d'empreses classificades com a «altres activitats de serveis».
Dels 22 establiments de servei als particulars que hi havia el 2009, 1 era una gendarmeria, 1 oficina de correu, 3 oficines bancàries, 2 tallers de reparació d'automòbils i de material agrícola, 2 paletes, 1 guixaire pintor, 1 fusteria, 3 lampisteries, 1 electricista, 3 perruqueries, 2 restaurants i 2 agències immobiliàries.
Dels 10 establiments comercials que hi havia el 2009, 2 eren botiges de menys de 120 m², 2 fleques, 1 una carnisseria, 1 una llibreria, 2 botigues de roba, 1 un drogueria i 1 una floristeria.
L'any 2000 a Chantelle hi havia 12 explotacions agrícoles que ocupaven un total de 700 hectàrees.

## Equipaments sanitaris i escolars
El 2009 hi havia 1 farmàcia i 1 ambulància.
El 2009 hi havia 1 escola maternal i 1 escola elemental.

## Poblacions més properes
El següent diagrama mostra les poblacions més properes.